# Tamdaotettix
Tamdaotettix is een geslacht van rechtvleugeligen uit de familie grottensprinkhanen (Rhaphidophoridae). De wetenschappelijke naam van dit geslacht is voor het eerst geldig gepubliceerd in 1998 door Gorochov.

## Soorten
Het geslacht Tamdaotettix omvat de volgende soorten:
- Tamdaotettix dilutus Gorochov, 1998
- Tamdaotettix pullus Gorochov, 1998
- Tamdaotettix semipullus Gorochov, 1998
- Tamdaotettix vinhphuensis Gorochov, 1992